# Samuel Łaszcz (zm. 1683)
Samuel Łaszcz z Tuczap herbu Prawdzic (zm. 1683) – stolnik buski w latach 1676–1683.
Poseł sejmiku bełskiego na sejm koronacyjny 1676 roku, sejm 1677 roku.